# Alessandro Serenelli
Alessandro Serenelli (Ancona, 2 giugno 1882 – Macerata, 6 maggio 1970) è l'assassino della giovane Maria Goretti, ferita mortalmente nel 1902 dopo un tentativo di stupro, poi proclamata santa dalla Chiesa cattolica. A seguito del perdono ricevuto da lei in punto di morte si convertì e, dopo aver scontato 27 anni di carcere, aver svolto lavori di fatica e chiesto perdono alla madre della vittima, chiese di entrare a far parte dell’Ordine dei frati minori cappuccini. Visse come un frate pur non prendendo mai i voti, svolgendo umili mansioni, in diversi conventi, l'ultimo dei quali a Macerata nelle Marche fino al giorno della sua morte, il 6 maggio 1970.

## Biografia

### L'infanzia
Nacque in una famiglia contadina, ultimo di 8 figli, di cui il primo era perito neonato e il secondo a 18 anni per la scarlattina. Tranne Alessandro, gli altri fratelli morirono tutti tragicamente. Il padre, Giovanni, di Loreto, era alcolizzato e la madre morì in manicomio quando lui aveva pochi mesi, pare dopo aver tentato di annegare il figlio appena nato. Anche il fratello Gaspare, mandato in seminario, era già stato internato nello stesso manicomio, dove morì. Il padre lavorò come vetturino e bracciante, ma non riuscì a conservare a lungo alcun posto di lavoro a causa dell'alcolismo e si trasferì a Paliano, nel Lazio, per lavorare come mezzadro. Qui i Serenelli conobbero la famiglia Goretti, con cui si stabilì un rapporto di collaborazione e vicinato. 
A 5 anni Alessandro portava le pecore al pascolo; poi, a differenza di molti suoi coetanei, frequentò la scuola, imparando a malapena a leggere e scrivere perché a metà della seconda elementare tornò a lavorare come mozzo, con il fratello Pietro, nei trasporti brevi via mare su una chiatta. Alcuni mesi dopo, sempre con il fratello, passò alle tratte più lunghe su grandi barconi e, dopo diversi altri mesi, si trasferì su un peschereccio. Non gli piaceva il mare; inoltre l'unica volta che si era assentato dal lavoro la barca si era rovesciata e il mozzo che l'aveva sostituito era morto annegato. 
Quando il padre Giovanni diventò vecchio, tornò sedicenne a Olevano Romano in una tenuta molto faticosa da lavorare, perché in pendenza. Dopo averlo accompagnato nelle paludi, il fratello Vincenzo scappò da casa per arruolarsi nei Carabinieri, lasciando da solo Alessandro a mantenere nove bocche da sfamare. Pure l'ambizione di diventare buttero si era infranta una mattina al lavoro, quando sentì il conte Attilio Mazzoleni augurarsi di non avere più marchigiani nelle sue terre. In quell'anno, nonostante nella proprietà vi fosse stato un buon raccolto di 300 quintali di grano e 96 di favino, i Goretti-Serenelli erano indebitati di 15 lire. Al contrario d'oggi, in Italia c'erano più uomini che donne e nell'Agro Pontino, dove non erano presenti prostitute, il rapporto era di 13 000 uomini per 3 000 donne; inoltre la malaria causava una media nazionale di 15 000 morti l'anno, 1 500 solo nell'Agro Pontino.
Un canto tipico era:
non me ne curo pagarlo uno scudo.
 
T’ammazzo e me ne vado carcerato.»

### La giovane Maria e l'omicidio
Durante il periodo di frequentazione della famiglia Goretti, negli anni 1900-1902, Alessandro, diciannovenne, che non aveva mai avuto rapporti sessuali con una donna ed era descritto da tutti come un giovane timidissimo, silenzioso e schivo, cominciò a molestare la piccola Maria, all'epoca di circa dieci anni. La madre della bambina, Assunta, descrisse Alessandro come un ragazzo modello: «Non beveva, non era arrotino, né guittone, tutte le sere diceva il rosario insieme ai Goretti, andava a messa ogni domenica, si confessava e si comunicava ogni due mesi. Assiduo al lavoro, rispettoso verso il padre e verso di me».

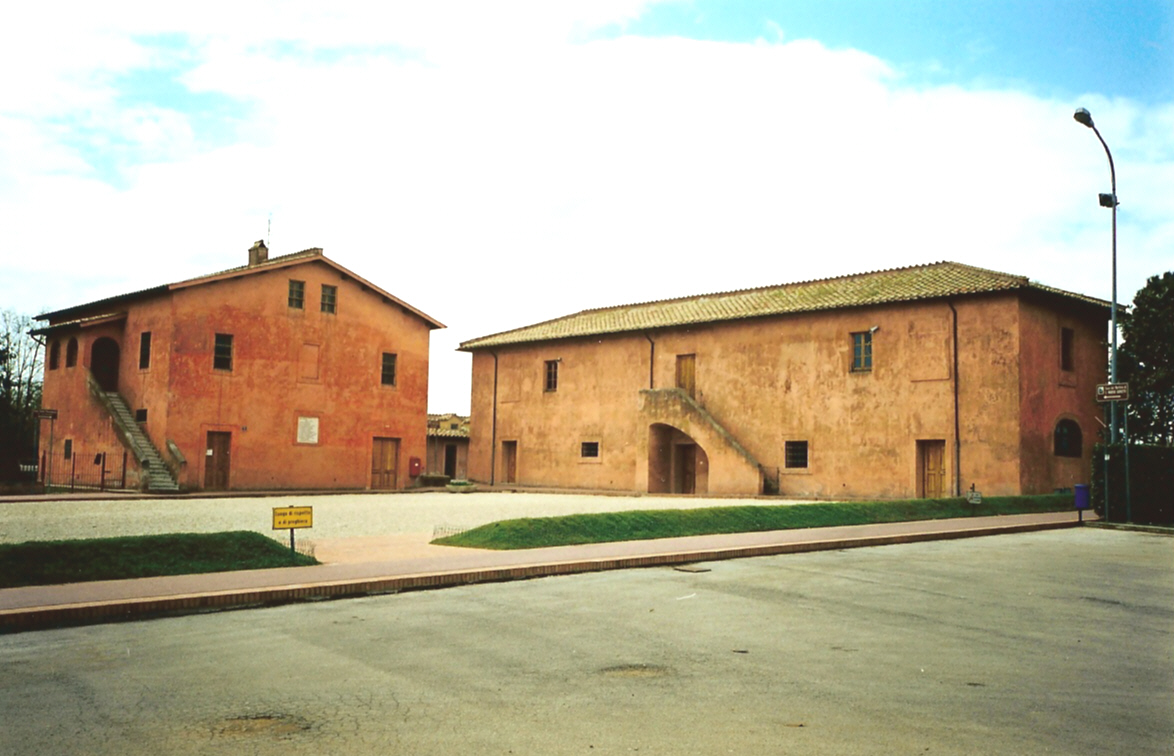
La casa di Maria Goretti, dove avvenne l'omicidio

Non ci sono foto giovanili di Alessandro; era alto 1,62 m e dalla perizia risultava «di costituzione fisica robusta, con scheletro regolare, cute rosea, sufficientemente nutrito e di fisionomia non sgradevole». Nel 2017 il settimanale Famiglia Cristiana sostenne che fosse stata ritrovata una foto (molto sfocata) di un gruppo di bambini sull'aia di Conca; la foto era già ben nota dal tempo del libro di Guerri, dove si ipotizzava che vi fosse la giovane mamma Assunta con le tre figlie, tra cui Maria alla sua destra. L'unica cosa certa è che Alessandro disse subito di Maria che: «Non era molto bella».
Il 5 luglio 1902 Alessandro trascinò Maria — intenta a rammendare vestiti — in casa e tentò di violentarla. Di fronte alla disperata resistenza della bambina, la colpì ripetutamente con un punteruolo, provocandole ferite che la portarono alla morte per setticemia nell'ospedale di Nettuno nel pomeriggio del giorno successivo. Dopo averla colpita con 14 coltellate, di cui 6 superficiali, Serenelli, credendo Maria morta, la abbandonò agonizzante e si chiuse nella propria stanza, rimanendovi spontaneamente fino all'arrivo di alcuni vicini. Qualche ora dopo, all'arrivo dei carabinieri di Cisterna, venne immediatamente incatenato e arrestato, ma solo dopo essere stato obbligato dal conte si decise a consegnare l'arma del delitto, un punteruolo di legno. Giunti anche i carabinieri di Nettuno, venne scortato attraverso una folla inferocita. Serenelli venne trascinato fin dentro la caserma, legato da lunghe catene alle selle dei cavalli, i quali, spronati di proposito, lo facevano cadere.
Dalla testimonianza di un carabiniere: «Vidi l'arrestato grondante sudore in faccia e mi misi a levargli i ferri», «riuscendovi dopo molti sforzi a causa del deterioramento del lucchetto dovuto al trascinamento dei cavalli imbizzarriti. Non appena tolti i ferri, il detenuto chiese da bere un po' d'acqua, ed io gli feci notare che l'acqua non la meritava per il delitto commesso. Rispose che si era levato il lume dagli occhi e non sapeva più cosa si facesse. Commosso gli diedi da bere.» All'ospedale lo stesso carabiniere si informava della vittima: «Domandato alla bambina dove era stata colpita, con le sue manine mi indicò alcune parti del corpo e poi, per pudore, disse: "Anche in altro" senza però indicare il punto». Al comando di Roma, telegrafava che i medici non potevano salvarla.
Ai carabinieri, dopo aver ammesso di aver perso il controllo di sé, confessò quasi immediatamente di aver assalito e ucciso Maria a seguito della sua disperata resistenza in seguito al tentativo di violentarla, sostenendo di preferire il carcere alle condizioni di vita disumane dei campi. In un malinteso tentativo di difesa, il giovane affermò inoltre che i propri genitori erano entrambi alcolizzati, la madre e alcuni fratelli erano stati ricoverati in manicomio. È stata ventilata l'ipotesi che il Serenelli fosse in realtà impotente. Il fatto che avesse preparato l'arma e attirato la vittima in casa con la scusa di farsi rammendare dei vestiti dimostrò comunque che il delitto era stato premeditato.
Dal processo penale, risultò che Alessandro era a conoscenza dell'imminente partenza per l'America dei Goretti, ripeteva d'aver agito «onde così non avere più a lottare per l'esistenza». Confermava che, temendo per la propria vita, Maria minacciata di morte disse «Sì sì». Dopo il delitto: «Mi gettai sul letto, dicendo tra me e me: "Adesso sto fresco, verranno i carabinieri e mi porteranno dentro; "e siccome mi ero pentito di quel che avevo fatto, mi dispiaceva d'andare in prigione e soffrire tutto il resto». Con noncuranza, continuò a sostenere confusamente diverse tesi contraddicendosi più volte: «Io penso che il fatto è brutto assai, che peggio non ci può essere». Ma concluse: «M'importa della Maria, anche un pochetto, ma soprattutto del reato che ho commesso per la pena che mi spetta».
La perizia psichiatrica effettuata durante il processo lo trovò capace di intendere e volere, ma riconobbe che le condizioni di vita assolutamente misere del giovane e i ripetuti casi di pazzia e alcolismo della sua famiglia in qualche misura attenuavano la sua responsabilità.
In una testimonianza da lui rilasciata molti anni dopo e ritenuta da Guerri viziata dal processo religioso a cui serviva un assassino perverso e lucido, si può ritrovare questa frase, pronunciata prima del brutale avvenimento: «Dopo il secondo tentativo nella mia mente si formò più che mai il proposito di riuscire nello sfogo della mia passione e concepii anche l'idea di ucciderla se avesse continuato ad opporsi alle mie voglie.»

### Condanna e detenzione
Al processo Serenelli fu condannato alla pena di 30 anni di reclusione: evitò l'ergastolo perché, per le leggi di allora, non era ancora maggiorenne. Dal carcere di Regina Coeli venne trasferito a quello di Noto, dove trascorse i primi tre anni in segregazione speciale. Venne condannato inoltre all'interdizione dai pubblici uffici, all'interdizione legale durante la pena, al risarcimento del danno alla parte offesa, al pagamento delle spese all'erario e a tre anni di vigilanza speciale. Due anni dopo al giornale Vera Roma erano venuti a sapere «per via confidenziale e segretissima» dove era detenuto Alessandro e da quel momento «quell'anima errante fu circondata delle migliori sollecitudini della carità cristiana». Via via che uscivano degli articoli su Maria Goretti, «il Pio Vescovo di Sinigaglia, l'Arciprete Marinelli ed altri sacerdoti redattori di fogli cattolici li venivano spedendo a volta a volta al povero detenuto». Il vescovo di Senigallia ottenne l'impegno dal collega Giovanni Blandini di interessarsi personalmente, ma, dopo averlo incontrato questi ammise «né che sia davvero convertito, né che scriva la lettera promessa». Alessandro, che non sapeva scrivere, fu aiutato da un suo compagno; però si giustificava con «l'aberrazione mentale», «la mia poca conoscenza della vita». Poi diretto: «Voglio sperare che anch'io potrò ottenere il perdono come tanti e tanti altri di questa terra». La grazia poteva essere concessa solo dopo aver scontato i due terzi della pena, ma, come da pubblicazioni ecclesiastiche mai smentite, Guerri notò che delle altre lettere che Alessandro continuò a inviare ad Assunta (madre di Maria Goretti) con una possibile corrispondenza, non vi era rimasta stranamente alcuna traccia e sospettò che non fossero molto benevoli. Quando il vescovo di Senigallia fece richiesta a Pio X di avviare la causa di beatificazione di Maria Goretti, ebbe un secco rifiuto e per un po' si dimenticarono di Alessandro. Nel 1918 venne trasferito al carcere di Augusta, dove si ammalò di spagnola, ma sopravvisse; nel 1919 era in Sardegna e nei dieci anni successivi fu nei carceri di Olbia, Nuoro e Alghero. Uscì di prigione nel 1929, dopo aver scontato 27 anni di carcere. Dei 30 ricevuti, infatti, 4 mesi gli furono condonati con l'indulto ricevuto da tutti i detenuti dopo la vittoria italiana nella prima guerra mondiale, un anno per il venticinquesimo anniversario del regno di Vittorio Emanuele III, mentre altri due anni gli furono abbonati per buona condotta. Venne riportato in manette ad Ancona; aveva 47 anni, ma, sdentato e con la testa bianca e calva, sembrava un settantenne e doveva ancora scontare tre anni di sorveglianza speciale.
Ottenne il permesso di lavorare con varie mansioni, ma soprattutto come garzone vagabondo e bracciante a giornata; nel 1930 Armida Barelli lo intervistò, descrivendolo «stanco e sfinito dalla vita». Dal 1933 si era stabilito come garzone nei pressi di una tenuta a Osimo; a novembre del 1935 i padri passionisti lo andarono a incontrare per portarlo il mese successivo al processo informativo ad Albano Laziale, che si concluse in pochi giorni. Due anni dopo terminò positivamente anche lo studio per avviare la causa alla Sacra Congregazione dei Riti; venne invitato a trascorrere il Natale nella parrocchia di Corinaldo dove lavorava Assunta (madre di Maria Goretti) come perpetua. Guerri ha notato la differenza con la quasi totalità delle biografie religiose, che fanno risalire l'incontro-perdono a tre anni prima, come a mascherare la prossimità del processo religioso Da quel Natale Alessandro fu dispensato dai lavori faticosi, divenne ortolano al santuario dell'Ambro e poi a quello d'Amendola, dove un altro vecchio domestico ubriacone, per non essere licenziato, denunciò un furto di 4 000 lire. Fu nuovamente incarcerato per altri 15 giorni, il tempo di trovare in qualche modo la presunta somma sottratta; discolpato, prese residenza al convento dei cappuccini ad Ascoli Piceno fino al 1956, per trasferirsi poi definitivamente al convento dei cappuccini di Macerata.
Nel 1950 Maria Goretti venne canonizzata da papa Pio XII alla presenza del suo assassino.
Serenelli morì per le conseguenze di una frattura del femore provocata da una caduta il 6 maggio 1970, all'età di 87 anni, in un convento di Macerata, lasciando un testamento ritenuto da Guerri un'evidente dettatura:
(Alessandro Serenelli, testamento autografo, 5 maggio 1961)
Serenelli oggi riposa nel Santuario Diocesano di Santa Maria Goretti a Corinaldo.

## Nel cinema
- Nel film Cielo sulla palude, diretto da Augusto Genina, Serenelli è interpretato dall'attore Mauro Matteucci.
- Nel film Maria Goretti, Serenelli è interpretato da Fabrizio Bucci.